# Chiquiguao 2.ª Sección (Chiquiguaíto)
Chiquiguao 2.ª Sección (Chiquiguaíto) es una localidad del municipio de Centro ubicado en la subregión centro del estado mexicano de Tabasco.

## Geografía
La localidad de Chiquiguao 2.ª Sección (Chiquiguaíto) se sitúa en las coordenadas geográficas 17°56′08″N 92°43′19″O / 17.935556, -92.721944, a una elevación de 39 metros sobre el nivel del mar.

## Demografía
Según el Censo de Población y Vivienda 2020, efectuado por el Instituto Nacional de Estadística y Geografía, la localidad de Chiquiguao 2.ª Sección (Chiquiguaíto) tiene 185 habitantes, de los cuales 87 son del sexo masculino y 98 del sexo femenino. Su tasa de fecundidad es de 2.31 hijos por mujer y tiene 59 viviendas particulares habitadas.
| Gráfica de evolución demográfica de Chiquiguao 2.ª Sección (Chiquiguaíto) entre 1970 y 2020 |
|                                                                                             |
| INEGI.                                                                                      |